# Glomel
Glomel är en kommun i departementet Côtes-d'Armor i regionen Bretagne i nordvästra Frankrike. Kommunen ligger i kantonen Rostrenen som tillhör arrondissementet Guingamp. År 2022 hade Glomel 1 412 invånare.

## Befolkningsutveckling
Antalet invånare i kommunen Glomel
Referens:INSEE